# Yun Suk-young
Yun Suk-Young (Suwon, 13 februari 1990) is een Zuid-Koreaans voetballer die bij voorkeur als linksback speelt. Hij verruilde in januari 2013 Chunnam Dragons voor Queens Park Rangers. Yun debuteerde in 2012 in het Zuid-Koreaans voetbalelftal.

## Clubcarrière
Yun debuteerde in 2009 in het betaald voetbal in het shirt van Chunnam Dragons. Hij speelde in totaal 86 wedstrijden voor de club uit Gwangyang. Yun verhuisde op 30 januari 2013 naar Queens Park Rangers, waar hij een contract voor 3,5 jaar tekende. Hij kreeg het rugnummer 13 toegewezen. Het seizoen ervoor droeg Armand Traoré dat, maar in de zomer koos hij om voortaan met het nummer 3 op zijn shirt te spelen. Op zondag 10 mei 2015 degradeerde hij met Queens Park Rangers uit de Premier League. Manchester City versloeg de hekkensluiter op die dag met 6-0, waardoor degradatie een feit was.

## Interlandcarrière
Yun speelde acht interlands voor Zuid-Korea -17, waarvoor hij één keer scoorde. Hij kwam twaalf keer uit voor Zuid-Korea -20. Voor Zuid-Korea -23 speelde hij acht wedstrijden. Met Zuid-Korea -23 nam hij in 2012 deel aan de Olympische zomerspelen in Londen.
Yun maakte op 16 oktober 2012 zijn debuut voor het Zuid-Koreaans voetbalelftal, in een WK-kwalificatiewedstrijd tegen Iran. Hij speelde de hele wedstrijd.
1 Dieng ·
2 Kakay ·
3 Wallace ·
4 Dickie ·
5 De Wijs ·
6 Barbet ·
7 Johansen  ·
8 Amos ·
9 Dykes ·
10 Chair ·
11 Austin ·
12 Ball ·
13 Archer ·
14 Thomas ·
15 Field ·
16 McCallum ·
17 Dozzell ·
19 Gray ·
20 Dunne ·
21 Willock ·
22 Odubajo ·
32 Walsh ·
33 Barnes ·
34 Duke-McKenna ·
37 Adomah ·
Coach: Warburton